# Herrar föredrar blondiner
Herrar föredrar blondiner (originaltitel: Gentlemen Prefer Blondes) är en amerikansk musikalfilm från 1953 i regi av Howard Hawks.

## Handling
Lorelei Lee (Monroe) och Dorothy Shaw (Russell) är två väninnor. Lorelei har en mycket rik fästman. De skall gifta sig och åka till Europa på smekmånad. Fästmannens far stoppar planerna, så väninnorna åker till Europa ensamma. Där träffar Lorelei en mycket rik diamantgruveägare.

## Om filmen
Gentlemen Prefer Blondes är ursprungligen en roman av Anita Loos, först publicerad 1925. Romanen blev grunden för en Broadwaypjäs 1926, en Broadway-musikal som Loos också skrev manus till samt två långfilmer. Den första filmen, en stumfilm, hade premiär 1928 medan denna andra, och betydligt mer kända, hade premiär 1953.

## Rollista (urval)
- Jane Russell – Dorothy Shaw
- Marilyn Monroe – Lorelei Lee
- Charles Coburn – Francis 'Peggy' Beekman
- Elliott Reid – Ernie Malone
- Tommy Noonan – Gus Esmond
- Taylor Holmes – Mr. Esmond senior
- Norma Varden – Lady Beekman
- George Chakiris – dansare